# Åfjorden (Hyllestad)
 For alternative betydninger, se Åfjorden. (Se også artikler, som begynder med Åfjorden)
Åfjorden er en fjord i Solund og Hyllestad kommuner i Vestland fylke i Norge. Fjorden er den sydligste gren af Buefjorden som ligger længere mod vest. Fjorden har en længde på 22 kilometer og strækker sig mod øst til landsbyen Hyllestad. Det siste stykke deler fjorden sig i to, Hyllestadfjorden i syd og Sørefjorden i nord. Fjorden har indløb mellem Sakrisøyna i nord og Leknessundet på Sula.
På Sula går Dumbefjorden mod syd fra Åfjorden. Øst for Sula ligger øen Skorpa og herfra går Storakersundet og Tellesundet mod syd til Losnosen, som er en del af Sognefjorden.
Fra nord for Skorpa og indover i fjorden ligger der flere gårde og bebyggelser på nordsiden. Fra Eide går Fv61 på nordsiden af fjorden forbi Sørbøvågen til Salbu, og herfra går Rv607 ind til Hyllestad. Ved Hyllestad stikker halvøen Katlenova 3 km ud i fjorden og deler Åfjorden i de to nævnte fjordarme.
Sydsiden af fjorden er sparsomt bebygget, specielt i den bratte indre del hvor fjeldet stiger brat op til en højde af cirka 500 meter over havet. Ved indløbet til Hyllestadfjorden ligger den karakteristiske bjergtop Gygrekjeften på sydsiden med en højde på 710 moh.
På begge sider af Åfjorden findes glimmerskifer som tidligere er blevet udvundet til produktion af kværnsten.